# Polkville (Missisipi)
Polkville – miasto w Stanach Zjednoczonych, w stanie Missisipi, w hrabstwie Smith.